# Lobotomi
Lobotomi, populært kaldet det hvide snit (svarende til leukotomi), er en hjerneoperation (et kirurgisk indgreb), der har til formål at kurere psykiske sygdomme. Metoden blev udviklet af den portugisiske læge Egas Moniz, som fik nobelprisen i medicin i 1949. Metoden blev senere udsat for stadigt større kritik, eftersom indgrebet efterlod mange patienter svært hjerneskadede og invaliderede. I dag er indgrebet udfaset og betragtes af mange som en af de største medicinske fejltagelser i nyere tid. Mindst 4471 sådanne indgreb er blevet foretaget i Danmark frem til 1983. 

## Fremgangsmåde
Metoden, som blev udbredt fra slutningen af 1930'erne, gik ud på, at man afskar nervebaner fra pandelappen til dybere liggende regioner i hjernen, som er centrum for følelseslivet. Tanken var, at indgrebet skulle dæmpe angst og uro, men mange patienter blev i stedet helt ligeglade og afstumpede. Ved de første syv gennemførte lobotomier blev nerverne ødelagt af adrenalin, novokain og alkohol, indsprøjtet igennem huller i hjerneskallen. Fra det ottende indgreb blev der i stedet foretaget et snit med en skalpel. 
I 1937 skar Amarro Fiamberti det første hvide snit forbi øjet. Denne fremgangsmåde blev imidlertid ikke udbredt før 1946. 17. januar 1946 blev Fiambertis metode videreudviklet af Walter Freeman, der tog en issyl fra sit eget køkken, slog den forbi Ellen Ionescos øjeæbler og skar således nervebanerne over. Walter Freeman foretog derefter næsten 3.500 hvide snit, deraf 2.400 forbi øjeæblerne. Hans operationer blev ofte vist på TV i USA.

## Virkninger og bivirkninger
Moniz fortiede problemerne ved sine snit, men indrømmede, at nogle af de 20 mennesker blev mere apatiske, end han havde håbet. Nogle led af kvalme, vandladningsproblemer og desorientering. Moniz meddelte samtidig, at 70 % var helbredte eller viste forbedringer. Metoden vandt herefter udbredelse. 

## Lobotomi i Skandinavien
Metoden vandt også frem i Danmark, der opnåede den i alle henseender påfaldende rekord at foretage flest lobotomier i forhold til befolkningens størrelse.
Mere end 9.000 mennesker blev lobotomeret i Skandinavien i løbet af 1940'erne og 1950'erne. I forhold til befolkningen lå de skandinaviske lande højt med hensyn til dette indgreb. I andre lande var der kritik fra starten, men i Danmark var der stort set ingen, hvilket gjorde, at behandlingen også fortsatte op igennem 1970'erne. I Sverige blev ingen patienter spurgt før proceduren blev udført. Dødeligheden ved disse indgreb steg til 17 % i Sverige. I 1951 begyndte en kirurg på Karolinska Sjukhuset i Sverige at udføre lobotomier med en elektrisk kniv, hvorefter der skete et fald i dødeligheden.
Efterhånden voksede kritikken af metoden, og obduktioner viste, at mange patienter var døde af omfattende hjerneskader. En af dem, der døde af skaderne, var den svenske maler og tekstilkunstner Sigrid Hjertén, som i 1948 blev opereret på Beckomberga.

## Nutiden
I dag anvendes metoden ikke; i stedet bruges psykofarmaka. 11. december 1950 blev Chlorpromazin udvundet; det var den første substans, som kaldtes antipsykotisk og blev oprindeligt markedsført som kemisk lobotomi. Man argumenterede med, at virkningen heraf var den samme, men uden faren ved kirurgiske indgreb. Fra 1954 fortrængte chlorpromazine lobotomi i USA.